# Lubin (gmina)
Pour les articles homonymes, voir Lubin.
Lubin est une gmina rurale du powiat de Lubin, Basse-Silésie, dans le sud-ouest de la Pologne. Son siège est la ville de Lubin, bien qu'elle ne fasse pas partie du territoire de la gmina.
La gmina couvre une superficie de 290,15 km2 pour une population de 11 265 habitants.

## Géographie
La gmina est bordée par la ville de Lubin et les gminy de Chocianów, Chojnów, Kunice, Miłkowice, Polkowice, Prochowice, Rudna et Ścinawa.
La gmina contient les villages de Bolanów, Buczynka, Bukowna, Chróstnik, Czerniec, Dąbrowa Górna, Gogołowice, Gola, Gorzelin, Gorzyca, Karczowiska, Kłopotów, Krzeczyn Mały, Krzeczyn Wielki, Księginice, Łazek, Lisiec, Lubków, Miłoradzice, Miłosna, Miroszowice, Niemstów, Obora, Osiek, Owczary, Pieszków, Podgórze, Raszowa, Raszowa Mała, Raszówka, Siedlce, Składowice, Szklary Górne, Ustronie, Wiercień, Zalesie et Zimna Woda.